# Cujó
Cujó es una freguesia portuguesa del concelho de Castro Daire, con 8,26 km² de superficie y 410 habitantes (2001). Su densidad de población es de 49,6 hab/km².